# Le Retour du Grand Blond
Série
Le Grand Blond avec une chaussure noire
(1972)
Pour plus de détails, voir Fiche technique et Distribution.
Le Retour du Grand Blond est un film français réalisé par Yves Robert, sorti en 1974. C'est la suite du Grand Blond avec une chaussure noire (1972).

## Synopsis
Trois mois après la fin du Grand Blond avec une chaussure noire, le capitaine Cambrai, qui enquête sur la mort étrange du colonel Milan, intercepte une lettre de François Perrin, qui file le grand amour avec Christine à Rio de Janeiro, dans laquelle il avoue à son ami Maurice la supercherie du colonel Toulouse. Cambrai convainc le nouveau ministre de la Défense de demander au colonel Toulouse de lui présenter le Grand Blond, décrit dans un dossier du colonel Milan comme un agent exceptionnel.
Toulouse envoie deux agents à Rio avec pour mission d’abattre le Grand Blond, il annonce prématurément sa mort au ministre mais les différentes tentatives d'assassinat échouent. Le ministre insiste pour faire rapatrier son corps et lui décerner la Légion d’honneur à titre posthume.
Après le faux enterrement, le capitaine Cambrai survient et accuse ouvertement Toulouse et Perrache d’avoir non seulement causé la mort du colonel Milan mais également celle du Grand Blond. Il s’appuie notamment sur Maurice et la lettre reçue de Rio. Toulouse remporte la première bataille en leur affirmant que le Grand Blond est bien vivant et revient prochainement.
Mis en difficulté, il doit désormais prouver que le Grand Blond est bien un agent secret. Il se rend à Rio et fait enlever Christine afin de faire pression sur Perrin et l’obliger à collaborer. Le Grand Blond revient à Paris, affublé de la panoplie complète de l’agent secret, à la plus grande incompréhension de Maurice et sa femme Paulette, venus l’accueillir à l’aéroport.
Ayant réussi à déjouer le piège du capitaine Cambrai, qui avait convaincu le ministre de confier une mission périlleuse au Grand Blond, Toulouse veut à présent donner une bonne leçon au capitaine Cambrai, dont il ressort qu’il a passé l’essentiel de sa carrière dans les bureaux, ne supportant pas l’action de terrain ou la vue du sang. Il prépare une mise en scène où le Grand Blond échappe à une fusillade, avec notamment un agent mourant dans les bras de Cambrai. Le stratagème fonctionne jusqu'à ce que Cambrai et Maurice découvrent que le revolver du Grand Blond est chargé à blanc et comprennent qu’il s’agissait d’une supercherie.
Lorsque Toulouse et Perrache relâchent Christine et ramènent celle-ci au domicile de Perrin, ils le trouvent au lit avec Paulette. Christine s’en va, dépitée.
Toulouse prévoit à présent de faire exécuter le Grand Blond le soir même, en plein concert et en présence du ministre. Ceci afin de clore définitivement ce dossier gênant tout en convainquant les sceptiques que, via cette fin tragique, le Grand Blond était réellement un agent secret. Lorsque le capitaine Cambrai le menace d’utiliser le témoignage de Maurice contre lui s’il venait à abattre le Grand Blond, il doit donner l’ordre à ses tueurs d’interrompre l’opération. C’est alors que Christine survient, monte sur la scène et abat Perrin. Le capitaine Cambrai survient et révèle qu’il s’agissait en réalité de tirs à blanc et que Perrin n’est pas mort et que l’opération était montée avec la complicité de Perrin et des autres musiciens de l’orchestre. Acculé et accusé publiquement, le colonel Toulouse annonce qu’il veut s’éviter le déshonneur d’un jugement et on entend une détonation laissant penser qu’il s’est suicidé. Alors que Perrin se réconcilie avec Christine, il apparaît que Toulouse ne s’est en réalité pas suicidé et prend la fuite, en compagnie de Perrache, en direction de l’aéroport d’Orly.

## Fiche technique
- Titre : Le Retour du Grand Blond
- Titre anglophone : The Return of the Tall Man
- Réalisation : Yves Robert
- Scénario : Francis Veber et Yves Robert
- Dialogue : Francis Veber
- Assistants réalisateur : Patrick Bureau et Bernard Bolzinger
- Images : René Mathelin
- Opérateur : Claude Lichtenberg
- Son : Jacques Bissière
- Mixage : Jacques Maumont
- Musique : Vladimir Cosma (thème interprété à la flûte de Pan par Simion Stanciu (en) "Syrinx")
- Décors : Théo Meurisse
- Montage : Ghislaine Desjonqueres et Françoise London
- Equipe cascades : Claude Carliez
- Script-girl : Colette Crochot
- Maquillage : Irène Servet
- Perruques : Carita
- Générique : Les Films Michel François
- Productions : Gaumont, Les Productions de la Guéville
- Directeur de production : Guy Blanc
- Producteurs délégués : Alain Poiré, Yves Robert
- Attaché de presse : Paulette Andrieux
- Date de sortie :
  - 18 décembre 1974 (France)
  - Janvier 1976 (États-Unis)[1]
- Durée : 76 minutes

## Distribution
- Pierre Richard : François Perrin
- Jean Carmet : Maurice Lefebvre
- Jean Rochefort : colonel Louis Marie Alphonse Toulouse
- Mireille Darc : Christine
- Michel Duchaussoy : capitaine Gaston Cambrai
- Jean Bouise : le ministre de la Défense
- Paul Le Person : Perrache
- Colette Castel : Paulette Lefebvre
- Henri Guybet : Charmant
- Hervé Sand : Prince
- Paul Bonifas : le faux père de François Perrin
- Lionel Vitrant : un compagnon d'armes
- Antoine Baud : le tueur dans la bouche d'aération
- Iska Khan : le Chinois
- Louis Navarre : l'homme qui meurt dans les bras de Cambrai
- André Bollet : le vigile
- Jeanette Pico : la femme du vigile
- Jacques Giraud : un tueur
- Jean Amos : un tueur
- Éric Vasberg : l'homme qui jette une bâche sur la Coccinelle
- Michel Francini : le policier
- Xavier Gélin : le peintre à Orly (non crédité)
- Yves Robert : le chef d'orchestre (non crédité)

## Bande originale du film
La musique originale du Retour du grand blond est parue en 1974 chez Philips (33 tours réf. 6325 179).
Liste des pistes
1. Sapato Rosa (Thème Principal)	(2:40)
2. Naï, Naï, Naï (2:34)
3. Blackfinger (1:58)
4. Allo Samba (2:15)
5. Floarea Soarelui (3:07)
6. Espionissima (1:41)
7. Batucada Feijoada (4:48)
8. Le Retour Du Grand Blond (Sirba) (2:06)
9. Christine (4:05)
10. Gymkana (2:34)
11. Bossa Des Tueurs (3:10)
12. Le Grand Blond A Rio (2:00)
13. La Grande Blonde (2:22)
14. Les Brahms M'en Tombent (2:20)
15. Petite Sirba (1:01)

## Autour du film
- L'histoire se déroule seulement trois mois après la mort du colonel Milan alors que les deux films sont sortis à deux années d'intervalle. Pierre Richard a joué dans deux films entre-temps : Je sais rien, mais je dirai tout (avec Bernard Blier) et La Moutarde me monte au nez (avec Jane Birkin).
- Lorsque le cercueil de Perrin est transporté devant l'église, les cloches sonnent le thème du film.
- La scène des fausses funérailles a été tournée au cimetière marin de Varengeville-sur-Mer en Seine-Maritime.
- Contrairement à son prédécesseur, ce film ne compte pas un seul mort. En effet la majorité des actions dans cette suite ne sont que des simulations orchestrées par le colonel Toulouse (Perrin attaqué par des gangsters ; Cambrai abattant soi-disant le bandit chauve ; le suicide de Toulouse dans les coulisses de l'opéra).
- Bernard Blier avait souhaité apparaître dans cette suite. Yves Robert lui répondit « Impossible ! Tu es mort ! ». Cependant une photo de l'acteur figure affichée sur un des murs de l'administration des services secrets.
- Tania Balachova, qui jouait la mère de Toulouse dans le premier film, est décédée en 1973, raison pour laquelle elle ne réapparaît pas dans ce deuxième volet.
- Mireille Darc et Michel Duchaussoy se retrouveront en 1992 et 1994 dans Les Cœurs brûlés et Les Yeux d'Hélène de Jean Sagols.
- Une erreur de raccord champ/contrechamp montre Maurice (Jean Carmet) tenant une cigarette, puis, en contrechamp, ne plus la tenir.
- Gerard Majax a effectué les manipulations de carte présentées dans la séquence d'ouverture du film.